# GDP-Mannose
Die GDP-Mannose oder Guanosindiphosphat-Mannose ist ein Nucleosiddiphosphat-Zucker, der im Cytosol gebildet und im Golgi-Apparat zur Glycosylierung gebraucht wird.

## Herstellung
GDP-Mannose spielt eine Rolle bei der Fucosylierung von Oligosacchariden. GDP-Mannose setzt ihre Energie während der Glycan-Biosynthese frei.
GDP-Mannose wird von drei verschiedenen Enzymen hergestellt: Phosphomannoseisomerase isomerisiert D-Fructose-6-phosphat zu D-Mannose-6-phosphat, und Phosphomannomutase verändert es weiter zu D-Mannose-1-phosphat. Die Synthese wird durch GDP-Man-Pyrophosphorylase abgeschlossen.

## GDP-Mannose-Transporter
GDP-Mannose-Transporter sind essentiell für den Transport zwischen dem Cytoplasma und dem Golgi-Apparat. Die GDP-Mannose selbst ist negativ geladen und kann deshalb nicht von alleine die Biomembran passieren.